# Sellnickochthonius dolosus
Sellnickochthonius dolosus är en kvalsterart som beskrevs av Gil-Martín, Subías och Antonio Arillo 1992. Sellnickochthonius dolosus ingår i släktet Sellnickochthonius och familjen Brachychthoniidae. Inga underarter finns listade i Catalogue of Life.